# Phoma multirostrata
Phoma multirostrata är en lavart som först beskrevs av P.N. Mathur, S.K. Menon & Thirum., och fick sitt nu gällande namn av Dorenb. & Boerema 1973. Phoma multirostrata ingår i släktet Phoma, ordningen Pleosporales, klassen Dothideomycetes, divisionen sporsäcksvampar och riket svampar.   Inga underarter finns listade i Catalogue of Life.